# 연수청학도서관
연수청학도서관(Yeonsu Chunghak Library)은 인천광역시 연수구 청학동 소재의 구립 도서관이다.

## 연혁
- 연수청학도서관은 2012년 7월 27일에 개관하였다.

## 시설현황
- 4, 5층: 야외정원
- 3층: 학습열람실, 디지털자료실, 미술감상공간, 쉼터 및 휴게실
- 2층: 종합자료실, 쉼터 및 휴게실
- 1층: 안내데스크, 어린이자료실, 엄마랑 아가랑, 북크로싱
- 지하1층: 공연장, 세미나실, 쉼터 및 휴게실

## 같이 보기
- 연수어린이도서관
- 해돋이도서관
- 선학별빛도서관
- 송도국제어린이도서관